# Valea Glodului, Mureș
Valea Glodului este un sat în comuna Valea Largă din județul Mureș, Transilvania, România.